# Castelvieilh
Castelvieilh ist eine französische Gemeinde mit 243 Einwohnern (Stand 1. Januar 2022) im Département Hautes-Pyrénées in der Region Okzitanien (vor 2016: Midi-Pyrénées). Sie gehört zum Arrondissement Tarbes und zum Kanton Les Coteaux.
Die Einwohner werden Castelvieilhois und Castelvieilhoises genannt.

## Geographie
Die Gemeinde Castelvieilh liegt am Fluss Estéous auf dem Plateau von Lannemezan, circa zwölf Kilometer nordöstlich von Tarbes in dessen Einzugsbereich (Aire urbaine) in der historischen Provinz Bigorre.
Umgeben wird Castelvieilh von den sieben Nachbargemeinden:
| Collongues | Bouilh-Péreuilh                             | Marseillan   |
| Pouyastruc | Kompassrose, die auf Nachbargemeinden zeigt | Chelle-Debat |
|            | Marquerie                                   | Cabanac      |

## Einwohnerentwicklung

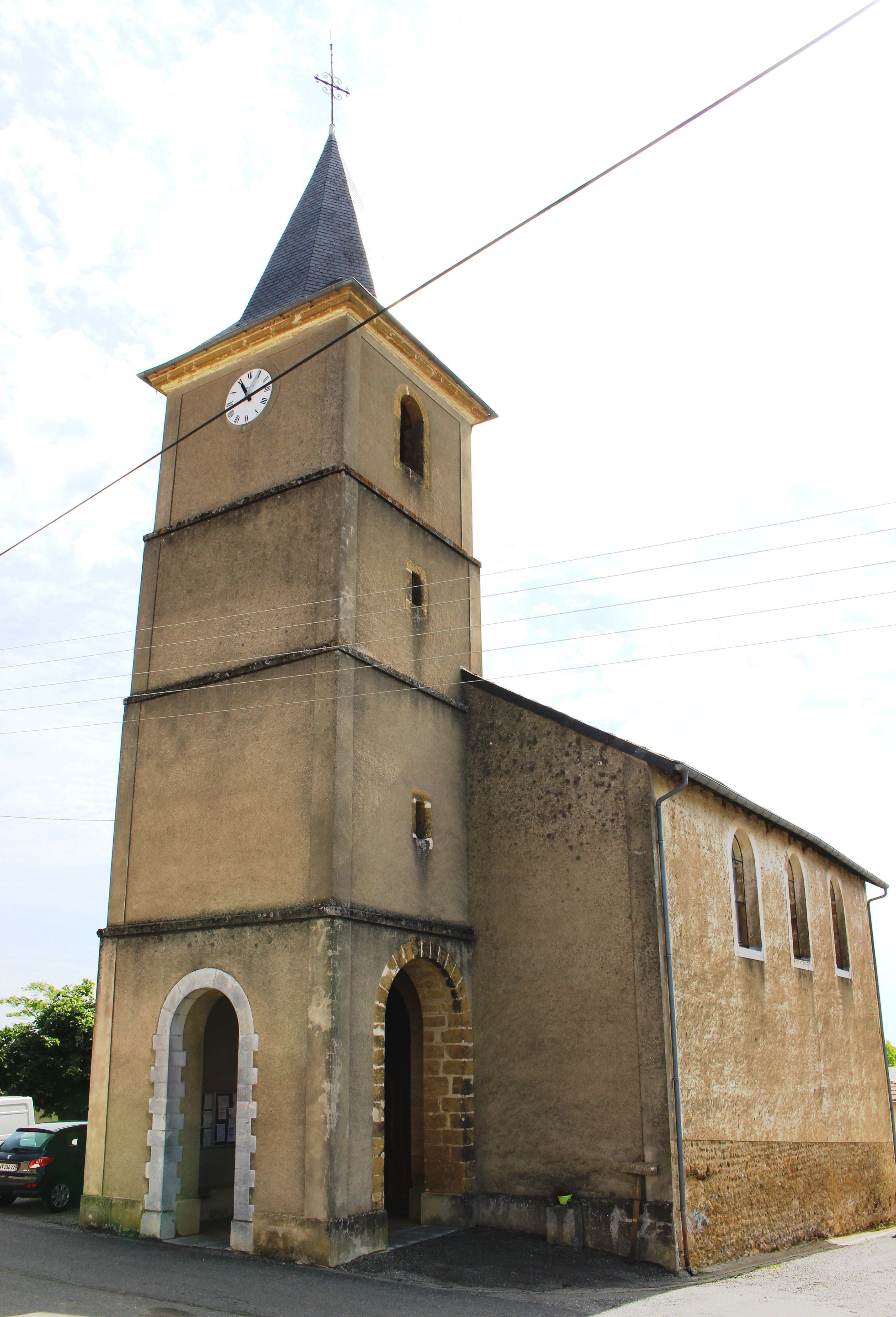
Pfarrkirche Saint-Michel

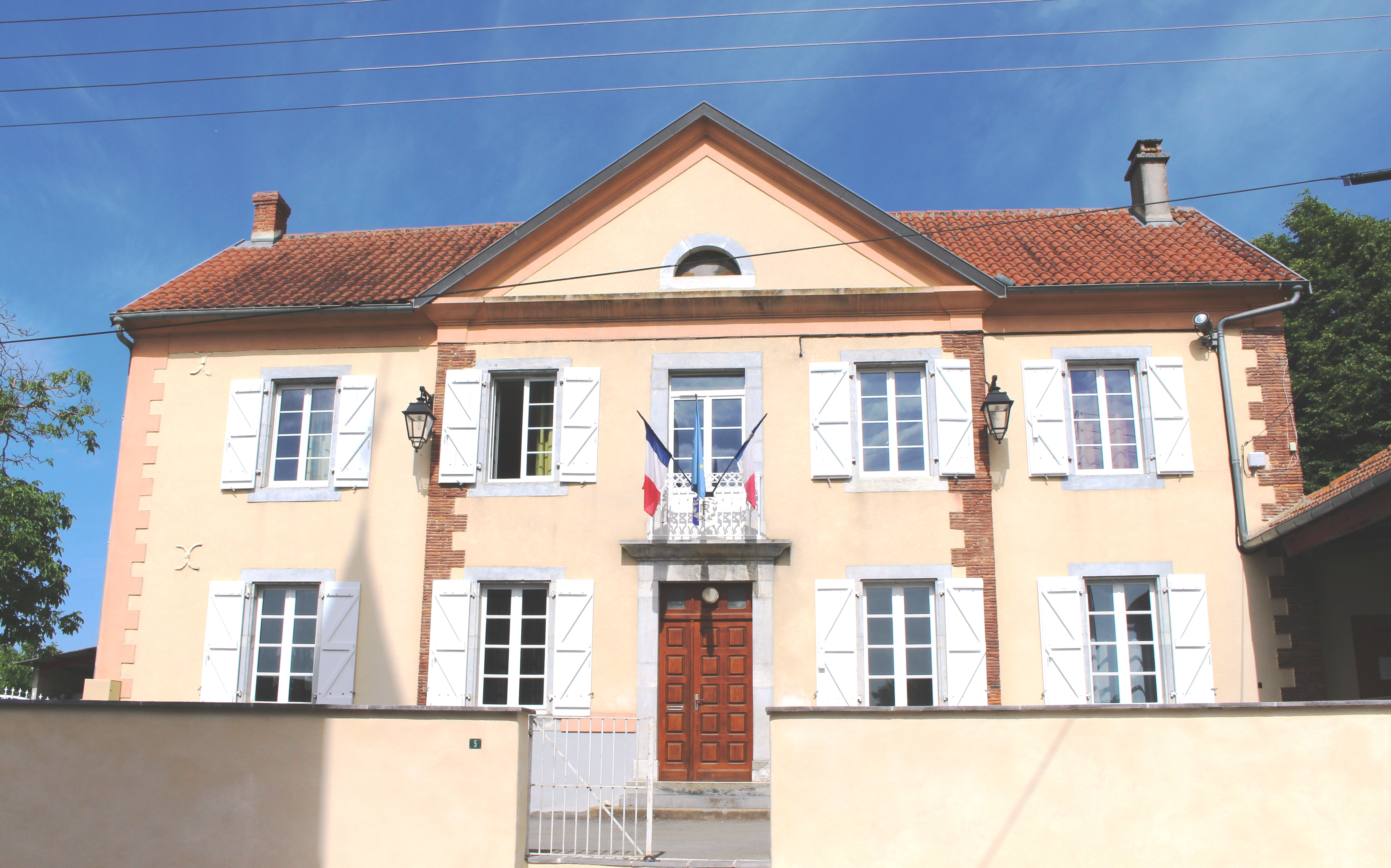
Mairie (Rathaus) der Gemeinde Castelvieilh

Nach Beginn der Aufzeichnungen stieg die Einwohnerzahl bis zur ersten Hälfte des 19. Jahrhunderts auf einen Höchststand von rund 465. In der Folgezeit sank die Zahl der Einwohner bei kurzen Erholungsphasen bis zu den 1960er Jahren auf rund 160, bevor eine Wachstumsphase einsetzte, die bis heute anhält.
| Jahr      | 1962 | 1968 | 1975 | 1982 | 1990 | 1999 | 2006 | 2011 | 2022 |
| --------- | ---- | ---- | ---- | ---- | ---- | ---- | ---- | ---- | ---- |
| Einwohner | 158  | 184  | 194  | 184  | 206  | 192  | 210  | 228  | 243  |

## Sehenswürdigkeiten
- Pfarrkirche Saint-Michel

## Wirtschaft und Infrastruktur
Castelvieilh liegt in den Zonen AOC der Schweinerasse Porc noir de Bigorre und des Schinkens Jambon noir de Bigorre.

### Verkehr
Castelvieilh ist erreichbar über die Routes départementales 1, 89 und 632, die ehemalige Route nationale 632.